# Rio Agârbiciu
O Rio Agârbiciu é um rio da Romênia afluente do rio Căpuş, localizado no distrito de Cluj.